# Starstruck : Rencontre avec une star
Pour les articles homonymes, voir Starstruck.
Starstruck : Rencontre avec une star (Starstruck) est un téléfilm américain de la collection des Disney Channel Original Movie réalisé par Michael Grossman et diffusé pour la première fois le 14 février 2010 sur Disney Channel USA, le 4 mai 2010 sur Disney Channel France et le 15 mai 2010 sur NRJ 12.

## Synopsis
Jessica Olson, une adolescente vivant au Michigan, accompagne sa famille pour un séjour à Los Angeles. Sa sœur Sarah, bien décidée à rencontrer le célèbre chanteur Christopher Wilde, est obligée d'emmener Jessica avec elle, où qu'elle aille. Mais c'est Jessica qui rencontre la star d'Hollywood et non Sarah. Celui-ci tombe amoureux d'elle, ce qui n'est pas pratique car des paparazzis le suivent nuit et jour. La vie de Jessica prend un nouveau départ quand Christopher lui avoue son amour.

## Distribution
- Sterling Knight (VFB : Christophe Hespel) : Christopher Wilde
- Danielle Campbell (VFB : Mélanie Dermont) : Jessica Olson (dialogues)
  - Anna Margaret : Jessica Olson (chant)
- Maggie Castle (VFB : Dominique Wagner) : Sara Olson
- Brandon Mychal Smith (VFB : Antoni Lo Presti) : Albert « Stubby » Stubbin
- Chelsea Staub (VFB : Marie van R) : Alexis Bender
- Dan O'Connor (en) (VFB : Franck Dacquin) : Dean Olson
- Toni Trucks : Libby Lam
- Matt Winston (en) : Alan Smith
- Beth Littleford : Barbara Olson
- Abbie Cobb (en) : AJ
- Alice Hirson (en) : Grand-mère Olson
- Lauren Bowles : Sheri Wilde
- Ron Pearson : Daniel Wilde
- Hugh Dane : Howard
- Sunkrish Bala (en) (VFB : Tony Beck) : Dr Sanjay Lad

## Musique
| No  | Titre                                                          | Durée |
| --- | -------------------------------------------------------------- | ----- |
| 1.  | Starstruck (Drew Ryan Scott)                                   | 2:58  |
| 2.  | Shades (SDrew Ryan Scott feat. Stubby)                         | 3:03  |
| 3.  | Hero (Drew Ryan Scott)                                         | 3:17  |
| 4.  | Something About the Sunshine (Drew Ryan Scott & Anna Margaret) | 3:07  |
| 5.  | What You Mean to Me (Drew Ryan Scott)                          | 4:17  |
| 6.  | Party Up (Brandon Mychal Smith)                                | 3:16  |
| 7.  | Got to Believe (Drew Ryan Scott)                               | 3:20  |
| 8.  | Hero (Acoustic) (Drew Ryan Scott)                              | 2:33  |
| 9.  | Something About the Sunshine (Solo) (Anna Margaret)            | 3:06  |
| 10. | New Boyfriend (Anna Margaret)                                  | 3:05  |
| 11. | Welcome to Hollywood (Mitchel Musso)                           | 2:29  |
| 12. | Make a Movie (Jasmine Sagginario)                              | 3:10  |

## Autour du téléfilm
- Pour sa première diffusion aux États-Unis le film a rassemblé lors de sa première diffusion environ 6 millions de téléspectateurs[réf. nécessaire].
- La distribution comprend Sterling Knight et Brandon Mychal Smith de Sonny, Danielle Campbell de Prison Break et Chelsea Staub de Jonas L. A..